# Podogymnura aureospinula
Podogymnura aureospinula é uma espécie de insetívoro da família Erinaceidae. Endêmica das Filipinas, pode ser encontrado nas ilhas de Dinagat, Siargao, Bucas Grande.